# Dernostea tanakai
Dernostea tanakai is een keversoort uit de familie harige schimmelkevers (Cryptophagidae). De wetenschappelijke naam van de soort werd in 1984 gepubliceerd door Sasaji.